# Euphorbia roschanica
Euphorbia roschanica là một loài thực vật có hoa trong họ Đại kích. Loài này được (Ikonn.) Czerep. mô tả khoa học đầu tiên năm 1981.